# Enhanced Distributed Channel Access Function
 (février 2019).
Enhanced Distributed Channel Access Function (EDCAF) est un protocole d'accès au medium utilisé dans la norme IEEE 802.11e qui permet de faire de la qualité de service sur Wi-Fi. 
Il gère les accès avec contention, par opposition au protocole HCF, qui gère les accès par invitation (polling).